# Phytelephas aequatorialis
Phytelephas aequatorialis é uma planta vulgarmente conhecida por jarina, tagua ou marfim-vegetal, assim chamada porque suas sementes, de cor clara, são frequentemente utilizadas como substituto do marfim. A planta é dioica, com os indivíduos femininos portando frutos grandes, cônicos e de cor marrom, cada um aproximadamente do tamanho de uma toranja ou cidra, cobertos por uma casca espinhosa. Os frutos contém normalmente quatro sementes. Sementes imaturas normalmente apresentam polpa doce comestível. Sementes maduras são mais duras que madeiras e encapsuladas por uma casca de aspecto ósseo. O endosperma é um composto de hemicelulose branca, material tão duro que pode ser polido e esculpido como marfim. O gênero Phytelephas significa "Planta elefante". Três outras  espécies dentro do gênero também são fontes de marfim vegetal.
As sementes imaturas comestíveis são frequentemente dispersadas por roedores da floresta tropical como a cutia. Em algumas áreas rurais, as palmeiras são usadas para atrair roedores, que então são capturados por sua carne.